# Bossaball
Il bossaball è uno sport di squadra che unisce regole di pallavolo, beach volley e ginnastica acrobatica. Questo gioco fu ideato dal belga Filip Eyckmans nel 2004 e la sua diffusione internazionale è in fase d'espansione.

## Regolamento
Il campo di gioco ha forma rettangolare con al centro una rete come quella di footvolley. Ogni squadra è composta da 3 o 4 o 5 giocatori attivi sul campo oltre alcune riserve. Il giocatore centrale, prima di schiacciare il pallone con le mani, salta su una rete elastica come quella di ginnastica acrobatica. Ogni partita è vinta da chi totalizza 2 set e in caso di parità 1-1 si disputa un terzo set: ogni set è vinto da chi totalizza 21 punti. Durante ciascuna azione di gioco ogni squadra dispone di cinque tocchi della palla con tutte le parti del corpo prima di lanciarla sul campo avversario; si realizza 1 punto quando il pallone cade sul suolo degli avversari e si realizzano 3 punti quando il pallone cade sulla rete elastica degli avversari ma quando il pallone cade sul suolo sotto rete colorato di rosso e chiamato bossa l'azione di gioco continua normalmente. Se la palla si ferma qui, il punto va alla squadra dall'altro lato.